# Småland
Småland (pronuncia approssimativa "Smoland") è una provincia storica (landskap) della Svezia meridionale. Confina con il Blekinge, la Scania, l'Halland, il Västergötland e l'Östergötland; è anche collegato all'isola di Öland e si affaccia sul Mar Baltico.
Rispetto alla maggior parte delle province svedesi, il territorio dello Småland non è rimasto unitario con l'introduzione delle contee ma è stato diviso. Il nome significa letteralmente "piccole terre", dato che la provincia nacque dalla fusione di subregioni più piccole. La versione latinizzata è Smalandia.

## Geografia fisica

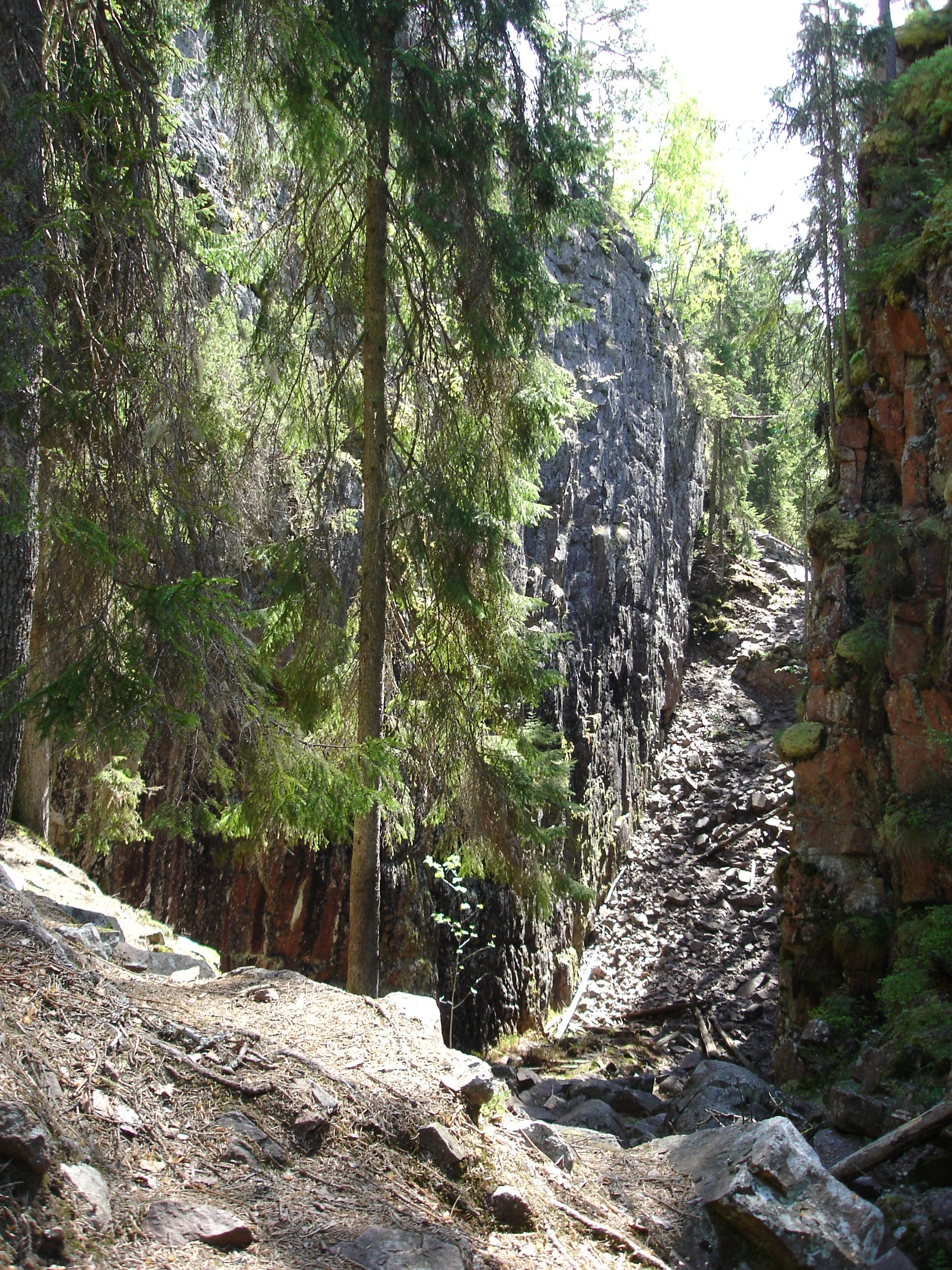
Immagine di un canyon in una foresta dello Småland

Il territorio è in prevalenza costituito da un altopiano boschivo, dove il terreno è mescolato a sabbia e ciottoli: ciò lo rende sterile eccetto che nelle zone costiere, oltre che inadatto all'agricoltura tranne che in alcune aree come la piana di Kalmar.
La provincia è ricca di laghi e pantani. La costa comprende un arcipelago di isole e baie a nord e piane coltivate a sud. In totale, le aree coltivate coprono il 13%del territorio, le praterie il 7% e le foreste il 51%

### Parchi nazionali
- Store Mosse
- Norra Kvill
- Blå Jungfrun

## Storia
La zona fu popolata nell'Età della Pietra dal sud, da genti che migrarono lungo la costa in direzione di Kalmar.
La città di Kalmar è una delle più antiche della Svezia, e nel Medioevo era la terza più grande città del paese; essa era già un centro per l'esportazione di ferro, che per la maggior parte era acquistato da mercanti tedeschi.
Lo Småland fu luogo di parecchie ribellioni di contadini, delle quali la più famosa fu la Dackefejden capeggiata da Nils Dacke nel 1542-1543.
Nel XIX secolo lo Småland era caratterizzato dalla povertà e fu terra di corpose migrazioni verso il Nord America, che intralciarono il suo sviluppo. La maggioranza degli emigranti si stabilì nel Minnesota, con un paesaggio di terre fertili, foreste e laghi, che ricordava quello della Svezia.
La notte fra l'8 e il 9 gennaio 2005 la zona è stata fortemente colpita dalla Tempesta Erwin (detta anche Gudrun).

### Araldica
Allo Småland fu assegnato il suo stemma attuale in occasione dei funerali di Carlo X Gustavo di Svezia nel 1660.

## Società

### Evoluzione demografica
Nel 2004 la popolazione dello Småland era di 708 896 abitanti. La seguente tabella mostra come si distribuisce tra le contee, specificando quanto è presente in queste ultime:
| Contea                                  | Popolazione |
| --------------------------------------- | ----------- |
| Jönköping, presente largamente          | 311 962     |
| Kalmar, presente largamente             | 210 258     |
| Kronoberg, presente interamente         | 177 448     |
| Halland, presente in piccola parte      | 7 081       |
| Östergötland, presente in piccola parte | 2 261       |

### Lingue e dialetti
Nello Småland si parla un dialetto dello Svedese (lo Småländska), comprendente una varietà settentrionale vicina ai dialetti dello Götaland ed una meridionale relativa ai dialetti Scaniani.

## Cultura

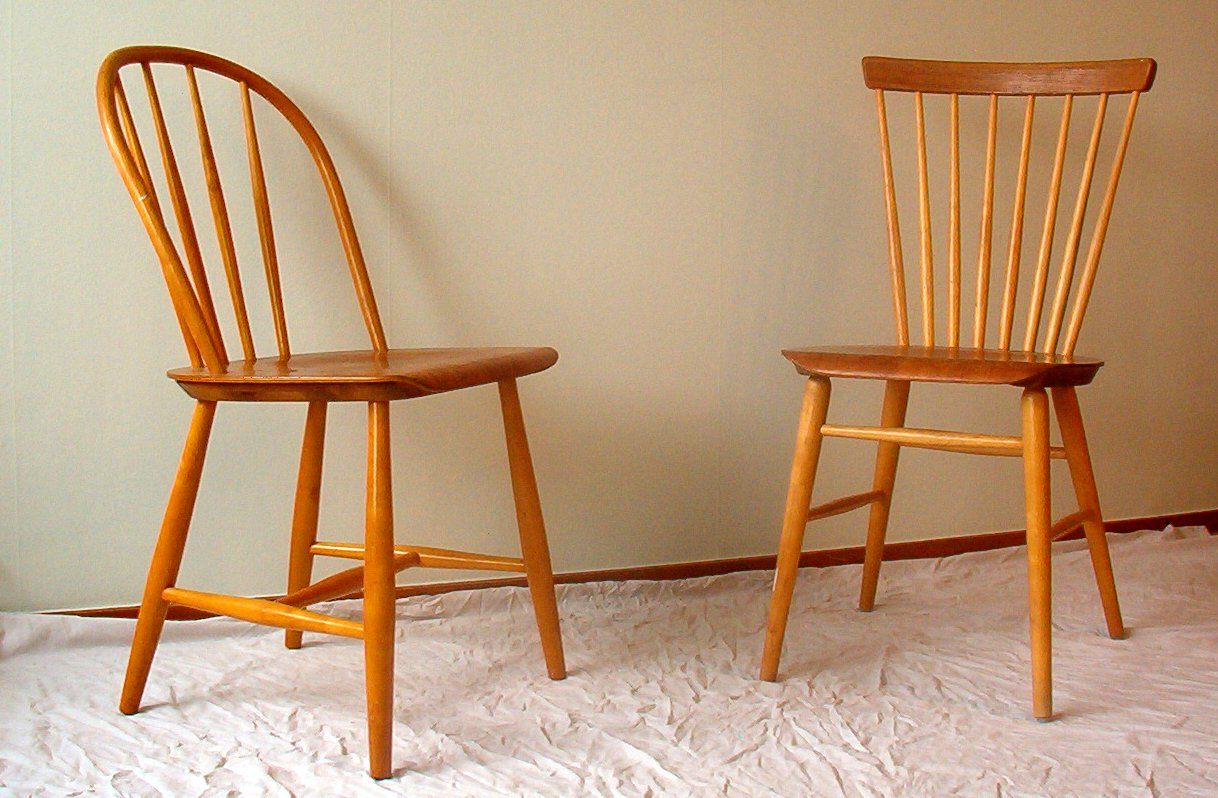
Tradizionali sedie Windsor, probabilmente realizzate nello Småland

Il biologo svedese Carl von Linné era nato nel villaggio di Råshult, nel territorio della municipalità di Älmhult, nello Småland. Egli dette al Fiore Gemello il suo nome latino, basato sul proprio (Linnea borealis), a causa dell'affetto personale che per esso provava. Il fiore è diventato il simbolo floreale provinciale dello Småland.
Altro personaggio nato nella municipalità di Älmhult, precisamente nel villaggio di Agunnaryd, è Ingvar Kamprad, fondatore della multinazionale IKEA. In onore della provincia di provenienza di Kamprad, nei negozi IKEA l'area giochi riservata ai bambini è denominata Småland.

### Letteratura
L'emigrazione svedese in Nord America è meglio descritta nella raccolta di novelle dell'autore svedese Vilhelm Moberg, che costituisce anche la base per il musical "Kristina from Duvemåla" ideato da Benny Andersson e Björn Ulvaeus, ex-membri della band degli ABBA.
La scrittrice Astrid Lindgren, nata nella regione dello Småland nella quale ha anche trascorso la sua infanzia, ha ambientato le avventure di Emil i Lönneberga (Emil di Lönneberga), uno dei suoi personaggi più famosi, in una fattoria chiamata Katthult, nel villaggio di Lönneberga, a pochi chilometri da Vimmerby.

## Geografia antropica

### Città
I centri che ricevettero lo status di città nello Småland erano: 
- Bastet (nel 1800 circa)
- Eksjö (nel 1400 circa),
- Gränna (1652)
- Huskvarna (1911)
- Jönköping (1284)
- Kalmar (1100)
- Ljungby (1936)
- Nybro (1932)
- Nässjö (1914)
- Oskarshamn (1856)
- Sävsjö (1947)
- Tranås (1919)
- Vetlanda (1920)
- Vimmerby (nel 1400 circa)
- Värnamo (1920)
- Västervik (nel 1200 circa)
- Växjö (1342)

Le città più grandi sono Jönköping a nord-ovest, Växjö a sud e Kalmar sulla costa orientale vicino all'isola di Öland.

### Contee
Le province attualmente non hanno funzioni amministrative in Svezia, oggi assunte dalle contee (län). Il territorio dello Småland è oggi diviso per la maggior parte tra le contee di Jönköping, Kalmar e Kronoberg (interamente compresa), che coprono quasi interamente la superficie provinciale. Altre aree più piccole dello Småland sono situate nelle contee di Halland e Östergötland.
La provincia, nota per il suo territorio e la propria cultura, è ancora comunemente chiamata "Småland" dagli svedesi.

## Economia
Nel XX secolo la provincia era famosa per la diffusione dell'imprenditoria e l'alto tasso occupazionale. Nella regione è presente un'area nota per la produzione di vetro, denominata glasriket.